# Sobralia fuzukiae
Sobralia fuzukiae là một loài thực vật có hoa trong họ Lan. Loài này được Dressler & Bogarín mô tả khoa học đầu tiên năm 2007.